# Euryopis duodecimguttata
Euryopis duodecimguttata är en spindelart som beskrevs av Lodovico di Caporiacco 1950. Euryopis duodecimguttata ingår i släktet Euryopis och familjen klotspindlar.
Artens utbredningsområde är Italien. Inga underarter finns listade i Catalogue of Life.